# Giovanni Battista Coletti
Giambattista Coletti (Treviso, 8 dicembre 1948) è un ex schermidore italiano, specializzato nel fioretto. Ha vinto una medaglia d'argento nella gara di fioretto a squadre di scherma ai Giochi olimpici di Montréal 1976 e di altre due medaglie ai Campionati mondiali, sempre con la squadra di fioretto.

## Carriera
In aggiunta alla medaglia d'argento conquistata con la squadra, alle Olimpiadi di Montréal 1976 raggiunse la poule finale nella gara individuale, mancando tuttavia l'accesso alle semifinali.

## Palmarès
In carriera ha ottenuto i seguenti risultati:
 Giochi olimpici 
Individuale
A squadre
- Argento nel fioretto a Montréal 1976

 Mondiali 
Individuale
A squadre
- Argento nel fioretto a Buenos Aires 1977
- Bronzo nel fioretto a Budapest 1975

 Campionati italiani 
Individuale
- Oro nel fioretto a  1974

A squadre